# Carlos Saura Atarés
Carlos Saura Atarés   (Osca, 4 de gener de 1932 - Collado Mediano, 10 de febrer de 2023) fou un director de cinema, fotògraf i escriptor espanyol.
Els seus inicis van ser treballant com a fotògraf i creador de documentals, tot i que no va trigar a passar-se al cinema gràcies al productor Elías Querejeta. Va debutar amb el curtmetratge documental Cuenca (1958), al qual va seguir Los golfos (1960), que va obrir una nova fornada en el cinema realista espanyol. Després vingué Llanto por un bandido, (1963), film d'aventures sobre el bandoler el Tempranillo, i La caza (1965), que va rebre el premi al millor director en el Festival de Berlín. A partir d'aquest moment va iniciar la seva col·laboració amb Querejeta, el període més intens i interessant de la seva carrera: Peppermint frappé (1967), El jardín de las delicias (1970), Ana y los lobos (1972), La prima Angélica (1973), Cría cuervos (1975). Després la seva posterior filmografia és més irregular: Mamá cumple cien años (1979), Deprisa, deprisa (1980), Bodas de sangre (1981), Carmen (1983), El amor brujo (1986), El Dorado (1988), La noche oscura (1988), ¡Ay, Carmela! (1990), Sevillanas (1992), ¡Dispara! (1993), Flamenco (1995). El 1998 va realitzar Esa luz, Pajarico i Tango i el 1999 Goya en Burdeos, que va obtenir el Gran Premi de les Amèriques del Festival de Montreal.

## Biografia
Saura procedia d'una família burgesa. Va ser el primer fill que van tenir Fermina Atarés Torrente, pianista, i Antonio Saura Pacheco, advocat, i va tenir tres germans més, el petit dels quals és el pintor Antonio Saura. A causa de la guerra civil, que va estallar pocs anys després d'haver nascut ell, la seva família va haver de refugiar-se a Barcelona, València i Madrid, periple que va marcar el cineasta de manera profunda. En una entrevista de 2021 va explicar: «Jo vaig viure la guerra de nen, dels quatre als vuit anys. I després la postguerra, que no sé que era pitjor... La guerra és una experiència inoblidable per a un nen. Veure els morts, els bombardejos a la nit, el meu germà plorant, els vidres trencats... Molts dels supervivents no volen recordar la guerra. Jo crec el contrari: cal recordar el que ha passat perquè no torni a succeir. (...) Durant la nit era terrible, perquè pot passar qualsevol cosa. Però de dia... Jo vivia a Menéndez Pelayo, davant del parc zoològic de Madrid. Escoltava bramular els elefants i udolar les hienes... Un espectacle estranyíssim.»
Malgrat que a casa seva es fomentaven les arts, la seva mare no volia que cap dels seus fills s'hi dediqués ja que considerava que «era molt dur». Tot i així, el propi cineasta va desenvolupar durant la seva infantesa el sentit artístic aplicat a la fotografia, disciplina a la qual es va dedicar durant la seva adolescència. A partir del 1950 va realitzar alguns reportatges amb la seva càmera de 16 mm. Primerament va voler estudiar enginyeria industrial, però el seu germà Antonio va aconsellar-li que ingressés a l'escola de cinema.

## Trajectòria professional
Els seus inicis van ser en el món de la fotografia, treballant com a fotògraf oficial al festival de Granada.
A Madrid, el 1957, va obtenir el diploma de director de l'Institut de Recerques i Experiències Cinematogràfiques, del qual esdevingué professor fins al 1963.
El 1957-1958 va tenir lloc el rodatge de la seva primera pel·lícula documental, Cuenca. El 1960, amb Los golfos, va descriure el problema de la delinqüència dels joves als barris privats de Madrid. El 1963, amb la pel·lícula Llanto por un bandido, realitza una reconstitució històrica.
El 1965 el seu estil, alhora líric i documental, centrat sobre els problemes dels més necessitats, va rebre el reconeixement de la comunitat internacional al Festival de Berlín, on va obtenir l'Os de Plata a la millor direcció per a la pel·lícula La caza.
Les pel·lícules La prima Angélica (1973) i Cría cuervos (1975), que expliquen amb subtilesa la societat franquista, van rebre el Premi Especial del Jurat al Festival Internacional de Cinema de Canes. La seva pel·lícula Mamá cumple cien años va ser nominada a l'Oscar a la millor pel·lícula de parla no anglesa el 1979.
El 1991, va ser finalment reconegut al seu país i va rebre els premis Goya a la millor direcció i al millor guió per a la seva pel·lícula ¡Ay, Carmela! (1990). L'any següent va ser escollit com a director per posar en escena Marathon, la pel·lícula oficial dels Jocs olímpics de Barcelona.
El cineasta tenia previst dirigir un projecte en català sobre la cantant d'òpera Montserrat Caballé, Caballé, i estava treballant en una sèrie de ficció sobre el poeta Federico García Lorca; també va proposar a Rosalía que treballessin junts en un futur proper.
Carlos Saura és considerat com un dels clàssics de la història del cinema contemporani europeu. Va saber descriure l'evolució de la societat en la transició democràtica espanyola i la seva oposició a la dictadura franquista.

## Vida privada
Va tenir una relació sentimental amb la directora de documentals i periodista Adela Medrano iniciada el 1957; van casar-se a Barcelona i van tenir dos fills, Antonio i Carlos. Després va ser parella de l'actriu Geraldine Chaplin, entre el 1967 i el 1979, qui també va ser la seva col·laboradora i va oferir-li suport econòmic i creatiu; és la mare del seu fill Shane. Amb Mercedes Pérez va iniciar una relació el 1978 i s'hi va casar el 1982; d'aquest matrimoni van néixer Manuel, Adrián i Diego, i a començaments de la dècada del 1990 la relació va finalitzar.
La seva darrera parella va ser l'actriu Eulàlia Ramon, amb qui va treballar per primera vegada el 1993 rodant la pel·lícula ¡Dispara! i que va marcar l'inici de la seva relació. La seva filla Anna va néixer tres anys més tard, i finalment van casar-se el 2006 a la seva casa de Collado Mediano en una cerimònia petita i quasi privada i a la qual van assistir els fills, alguns amics i la mare de la núvia.

## Mort
El setembre de 2022 el cineasta havia patit una caiguda, i en els vuit dies previs a la seva mort hi havia hagut un empitjorament en la seva salut. Tot i així, va poder acomiadar-se de la seva família i amics i morir a casa seva, tal com era el seu desig.
Va morir als 91 anys a causa d'una insuficiència respiratòria, un dia abans de rebre el Goya honorífic a la 37a entrega dels Premis Goya «per la seva extensa i personalíssima aportació creativa a la història del cinema espanyol des de finals dels anys cinquanta fins avui mateix», segons paraules de Fernando Méndez-Leite, president de l'Acadèmia del cinema espanyol.

## Filmografia
| - Flamenco (1955) - curtmetratge - El pequeño río Manzanares (1956) - curtmetratge - La tarde del domingo (1957) - curtmetratge - Cuenca (1958) - documental - Los golfos (1959) - Llanto por un bandido (1963) - La caza (1965) - Peppermint frappé (1967) - Stress-es tres-tres (1968) - La madriguera (1969) - El jardín de las delicias (1970) - Ana y los lobos (1972) - La prima Angélica (1973) - Cría cuervos (1975) - Elisa, vida mía (1977) - Los ojos vendados (1978) - Mamá cumple cien años (1979) - Deprisa, deprisa (1981) - Bodas de sangre (1981) - Dolces hores (Dulces horas) (1982) - Antonieta (1982) - Carmen (1983) - Los zancos (1984) - El amor brujo (1986) - El Dorado (1988) - La noche oscura (1988) | - ¡Ay, Carmela! (1990) - Sevillanas (1991) - El sur (1991) - Marathon (1992) - documental - ¡Dispara! (1993) - Flamenco (1995) - Taxi (1996) - Pajarico (1998) - Tango (1998) - Goya en Burdeos (1999) - Buñuel y la mesa del rey Salomón (2001) - Salomé (2002) - El séptimo día (2004) - Iberia (2005) - Fados (2007) - Sinfonía de Aragón (2008) - documental - Io, Don Giovanni (2009) - Flamenco, Flamenco (2010) - Zonda, folclore argentino (2015) - Jota de Saura (2016) - Renzo Piano, an Architect for Santander (2018) - Goya 3 de mayo (2021) - curtmetratge - Rosa Rosae. La Guerra Civil (2021) - curtmetratge - El rey de todo el mundo (2021) - Las paredes hablan (2022) |

### 33 días
Va deixar inacabat 33 días, un llargmetratge sobre el pintor Pablo Picasso i els 33 dies que va trigar a pintar la seva obra Guernica. En els seus inicis el 2012, la pel·lícula havia d'estar produïda per Elías Querejeta, però amb la mort d'aquest el 2013 la direcció de producció va passar a mans de Mikel Nieto. El projecte comptava amb la fotografia de Vittorio Storaro, la direcció artística de Gil Parrondo i el guió de Saura, Querejeta i Louis-Charles Sirjacq. El rodatge estava previst per dur-se a terme a París, Màlaga i el País Basc a començaments de 2013 durant vuit setmanes, i el repartiment principal requeia sobre Antonio Banderas (en el paper de Picasso) i Gwyneth Paltrow (en el de la fotògrafa Dora Maar).

## Obra literària
Al costat de la seva tasca cinematogràfica, Carlos Saura és també un escriptor amb diversos horitzons temàtics i una notable investigació estilística. La seva novel·la Pajarico solitario (1997), portada després al cinema amb el títol de Pajarico, és una narració de tall autobiogràfic. De més ambició literària és Elisa, vida meva (2004), obra amb la què Saura realitza l'operació inversa: novel·lar un film prèviament realitzat, en aquesta ocasió la seva pel·lícula del mateix títol datada del 1977.

### Novel·les
- Pajarico solitario (1997)
- ¡Esa luz! (1998)
- Elisa, vida mía (2004)
- Ausencias (2017)

### Guions
És autor dels següents guions editats en llibre:
- Cría cuervos
- Elisa, vida mía
- ¡Esa luz!
- Goya en Burdeos
- Buñuel y la mesa del rey Salomón

### Llibres sobre fotografia
- El Rastro (2003)[11]
- Flamenco (2004)
- Las fotografías pintadas de Carlos Saura (2005)
- Saura x Saura (2009)
- España años 50 (2016)
- Photobolsillo (2018)

## Guardons
Com a cineasta, Saura va ser premiat als festivals de cinema de Berlín, de Canes i de Sant Sebastià. ¡Ay, Carmela! li va fer aconseguir les estatuetes a la millor direcció i al millor guió adaptat als V Premis Goya. A Berlín va obtenir l'Os de Plata per Peppermint frappé i l'Os d'Or per Deprisa, deprisa, a Canes el premi del Jurat per La prima Angélica, Cría cuervos i Carmen, i a Sant Sebastià el premi Especial del Jurat per Mamá cumple cien años. Amb Goya en Burdeos va obtenir el Premi Sant Jordi de Cinematografia.
El 1992 va rebre el premi a la trajectòria de l'Acadèmia de les Arts i les Ciències Cinematogràfiques d'Espanya, el 2004 el premi honorífic de l'Acadèmia de Cinema Europeu, el 2007 la Conquilla d'Or honorífica del Festival Internacional de Cinema de Sant Sebastià i el 2009 l'Espiga d'Or de la Setmana Internacional de Cinema de Valladolid. El 2023 va anunciar-se que li seria entregat el Goya d'Honor en l'edició d'aquell any.